# ألفريد أوتو شفيده
ألفريد أوتو شفيده Alfred Otto Schwede (ولد في أبريل 1915 في هاينسبورج قرب تسايتس – ومات في أغسطس 1987 في مرتفعات نويندورف) هو أديب ألماني.

## حياته
كان شفيده ابنا لصانع سلال. درس اللاهوت والدراسات الشمالية في جامعة لايبزج. وقد أقام في سنوات دراسته الأخيرة في السويد. وأثناء الحرب العالمية الثانية عمل مترجما فوريا. ثم عمل قسيسا ومترجما حرا وكاتبا في هاينسبورج وأوتليبن وبراندنبورج جوردن، قبل أن يقرر الاستقرار في موطنه الثاني مرتفعات نوينبورج.
ويتضمن مشواره الأدبي الغني الروايات التاريخية والقصص والقصص القصيرة، التي عادة ما تدور في الدول الإسكندنافية. كما كتب غير ذلك السير وقصص من الكتاب المقدس وقصص كنسية وغير ذلك.

## من أعماله
- أهرامات رأس السنة 1980
- حول العمل والرحمة 1976
- هذه الحياة الغامضة
- رجل بلا خوف
- الأم الغريبة الحبيبة – سيرة حياة كارين يبس
- ترايانو والدبة – قصص روأمنية
- عودة راهب إلى بيته
- عبدي سائق الجمال
- ناتان زودربلوم – صورة حياة
- أحد أبناء الحاخام
- قصة أبراهام لينكون